# Дружковский метизный завод
Дружко́вский метизный завод — промышленное предприятие в городе Дружковка (Донецкая область Украины).

## История
Дружковский завод металлических изделий был построен в 1930 году в ходе индустриализации СССР. После начала Великой Отечественной войны в связи с приближением к городу линии фронта оборудование завода было эвакуировано в Кузбасс, здания и сооружения пострадали в ходе боевых действий и немецкой оккупации. После войны в соответствии с четвёртым пятилетним планом восстановления и развития народного хозяйства СССР завод был восстановлен и вновь введён в эксплуатацию.
В советское время входил в число ведущих предприятий города и обеспечивал потребность железных дорог СССР в метизах на 72 %. Продукция завода поставлялась более чем в 30 государств мира.
После провозглашения независимости Украины завод стал крупнейшим предприятием Украины, выпускающим машиностроительный крепёж (болты, шайбы, заклёпки, шпильки повышенной, нормальной и грубой точности для общего машиностроения, а также крепёж повышенной прочности) и железнодорожный крепёж для верхнего строения железнодорожного пути. Производственные мощности завода обеспечивали возможность производства свыше 200 тыс. тонн металлоизделий в год.
В дальнейшем, государственное предприятие было преобразовано в открытое акционерное общество.
В мае 1995 года Кабинет министров Украины утвердил решение о приватизации завода в течение 1995 года
В августе 1997 года завод был включён в перечень предприятий, имеющих стратегическое значение для экономики и безопасности Украины.
В 2003 году завод произвёл 29,38 тыс. тонн металлоизделий.
2004 год завод завершил с чистой прибылью 3,946 млн. гривен, 2005 год - с чистой прибылью 3,099 млн. гривен.
2008 год завод завершил с чистой прибылью 10,293 млн. гривен, 2009 год - с чистой прибылью 20,173 млн. гривен, 2010 год - с чистой прибылью 36,023 млн. гривен.
В 2012 году численность работников составляла 1327 человек. 2012 год завод завершил с чистой прибылью 16,482 млн. гривен.

## Продукция
Завод специализируется исключительно на производстве метизной продукции.
Продукцию завода покупают Россия, Эстония, Швеция, Польша, Италия. За последние годы выпуск крепёжных изделий приведён в соответствие с международными стандартами. Освоено производство новых высокопрочных болтов для строительных конструкций (в том числе мостовых), а также металлических конструкций, применяемых в тяжёлом машиностроении.
Тринадцать видов продукции имеют сертификат соответствия по системе сертификации УкрСЕПРО, а также сертификат и систему качества ISO 9001.

## Партнёры
Деловыми партнёрами ПАО «Дружковский метизный завод» являются Россия, Эстония, Литва, Белоруссия, Узбекистан, Латвия, Таджикистан, Туркменистан, Грузия, Иран, Польша, Словакия, Болгария, Молдова, Казахстан.